# 인피제본

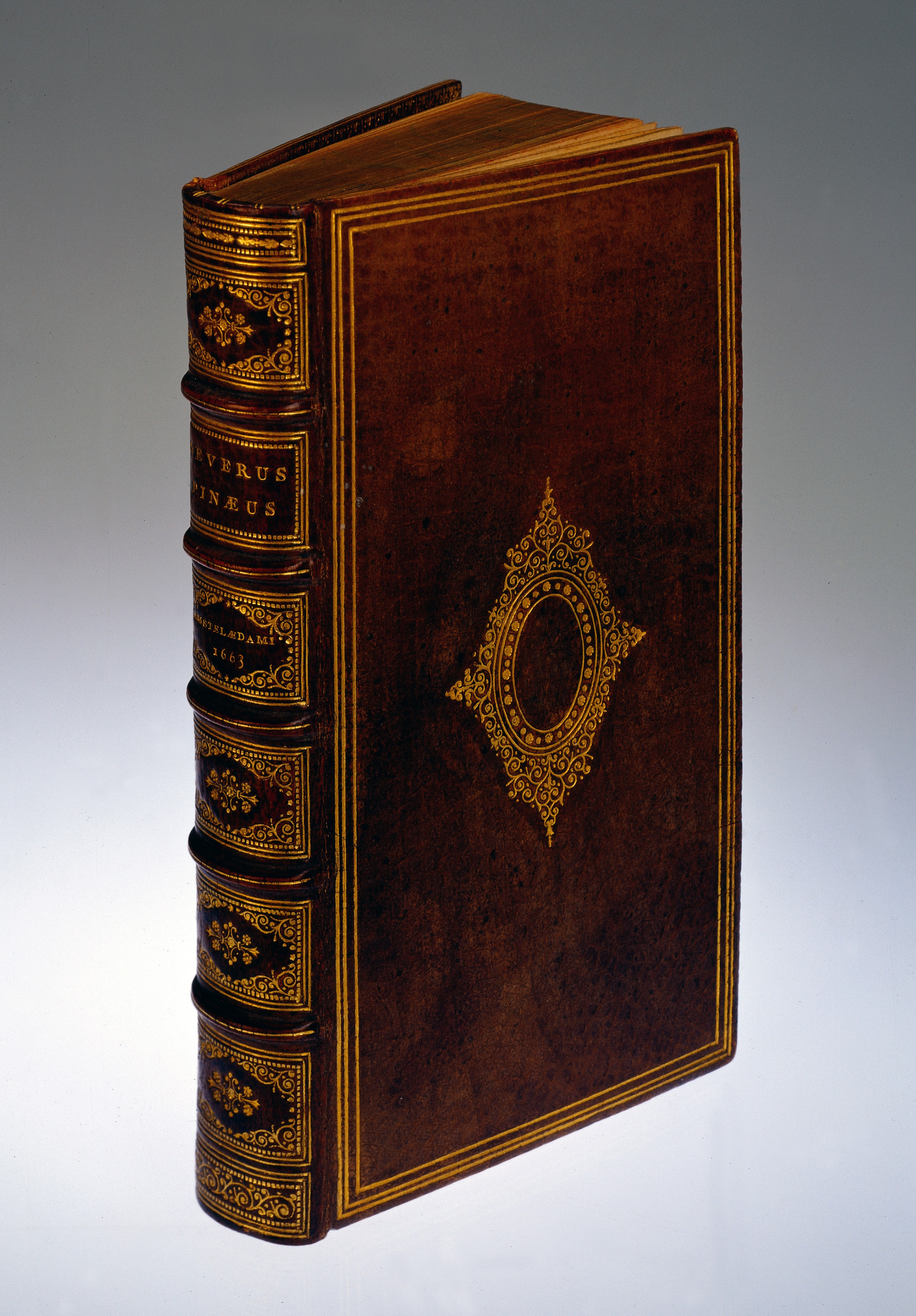

인피제본(Anthropodermic bibliopegy)은 인간의 피부로 책을 묶는 행위이다. 인피 서적 프로젝트(The Anthropodermic Book Project)는 2022년 4월 현재 공공기관 도서 50권 중 31권을 조사했는데, 그 중 18권은 사람의 것으로 확인되었고 13권은 동물 가죽으로 판명되었다.

## 역사
인간 가죽으로 묶인 책에 대한 초기 언급은 자카리아스 콘라트 폰 우펜바흐(Zacharias Conrad von Uffenbach)의 여행에서 발견된다. 1710년 브레멘 방문에 대해 다음과 같이 기록한다.
(우리는 작은 십이지장도 보았다. 죽음을 준비하는 부드러운 매뉴얼이다.(Molleri manuale præparationis ad mortem.) 이에 대해 특별한 점은 없어 보였고, 당신은 앞면에서 그것이 인조가죽으로 묶여 있다는 것을 읽기 전까지는 그것이 왜 여기에 있는지 이해할 수 없었다. 이 특이한 한 번도 본 적이 없는 묶음은 죽음에 대한 더 많은 명상에 전념하는 이 책에 특히 잘 어울리는 것 같았다.
프랑스 혁명 동안 파리 외곽의 뫼동에 사람 피부를 위한 무두질 공장이 세워졌다는 소문이 돌았다. 카르나발레(Carnavalet) 박물관은 1793년의 프랑스 헌법과 '송아지를 모방한 인간의 가죽으로 만들어진 것에 대한 통과'로 묘사된 인간과 시민의 권리 선언이 포함된 책을 소유하고 있다.
잘 입증된 대부분의 인피 묶음은 19세기로 거슬러 올라간다.